# Skrajne Jatki
Skrajne Jatki, Przednie Jatki (niem. Vordere Fleischbank, słow. Predné Jatky, węg. Elülső-Mészárszék) – dwuwierzchołkowy szczyt znajdujący się w głównej grani Tatr Bielskich na Słowacji. Razem z Zadnimi Jatkami i Pośrednimi Jatkami tworzy trzykilometrową grań Bielskich Jatek. Skrajne Jatki są najbardziej na wschód wysuniętą ich częścią. Od Pośrednich Jatek oddzielone są niewybitną Przełączką nad Małym Koszarem (1964 m). Od wschodu graniczą z Golicą Bielską bez wyraźnej przełączki.
Skrajne Jatki mają dwa wierzchołki o wysokości ok. 2012 m, oddzielone od siebie płytką przełączką, w której znajduje się duży blok skalny. Wyższy o 1 m jest wierzchołek północno-zachodni. Razem z sąsiadującą z nimi Golicą Bielską tworzą charakterystyczną trójwierzchołkową koronę, którą można obserwować od strony południowej. Władysław Cywiński przypuszcza, że dawniej Skrajne Jatki były trzywierzchołkowe, zaś nazwę Golica Bielska wprowadził Witold Henryk Paryski w 24 tomie swojego przewodnia Tatry. Pierwotnie słowacka nazwa Holica zapewne dotyczyła wielkiego upłazu na północnych zboczach.
Skrajne Jatki zbudowane są ze skał wapiennych. Na południe ich szczyty opadają skalistymi ścianami. Ściana wierzchołka południowo-wschodniego jest zupełnie pionowa i ma wysokość 60 m. Do Doliny Przednich Koperszadów opada spod niej Strażkowski Żleb mający wylot przy Bielskiej Równi. Ograniczony jest po bokach dwoma trawiastymi i niezbyt stromymi grzędami; grzędą Golicy Bielskiej i grzędą drugiego wierzchołka Skrajnych Jatek. Od północnej strony natomiast szczyty Skrajnych Jatek i Golicy Bielskiej w grani są tak niewybitne, że praktycznie niezauważalne. Na północną stronę opadają mało stromą łąką, około 100 m niżej poderwaną wielką ścianą Małego Koszara – kotła lodowcowego Doliny pod Koszary.
Podobnie jak cały grzbiet Jatek, Skrajne Jatki położone są na terenie ścisłego rezerwatu. Prowadzący granią szlak Magistrali Tatrzańskiej został zamknięty w 1978 r. Najlepiej widoczny szczyt jest z zielonego szlaku przebiegającego u jego stóp i prowadzącego z Tatrzańskiej Kotliny przez Schronisko pod Szarotką do Doliny Białych Stawów.

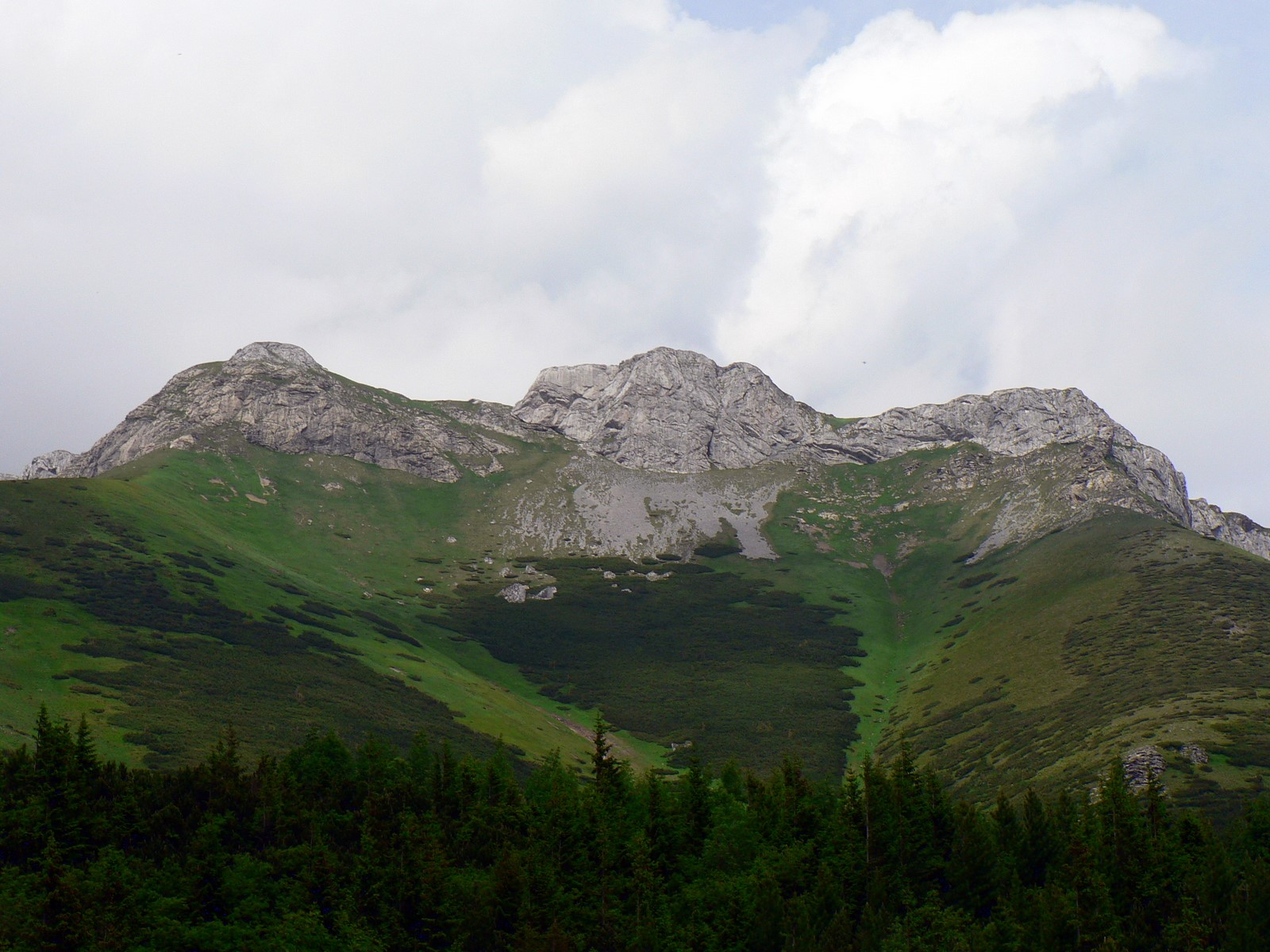
Skrajne Jatki i Golica Bielska
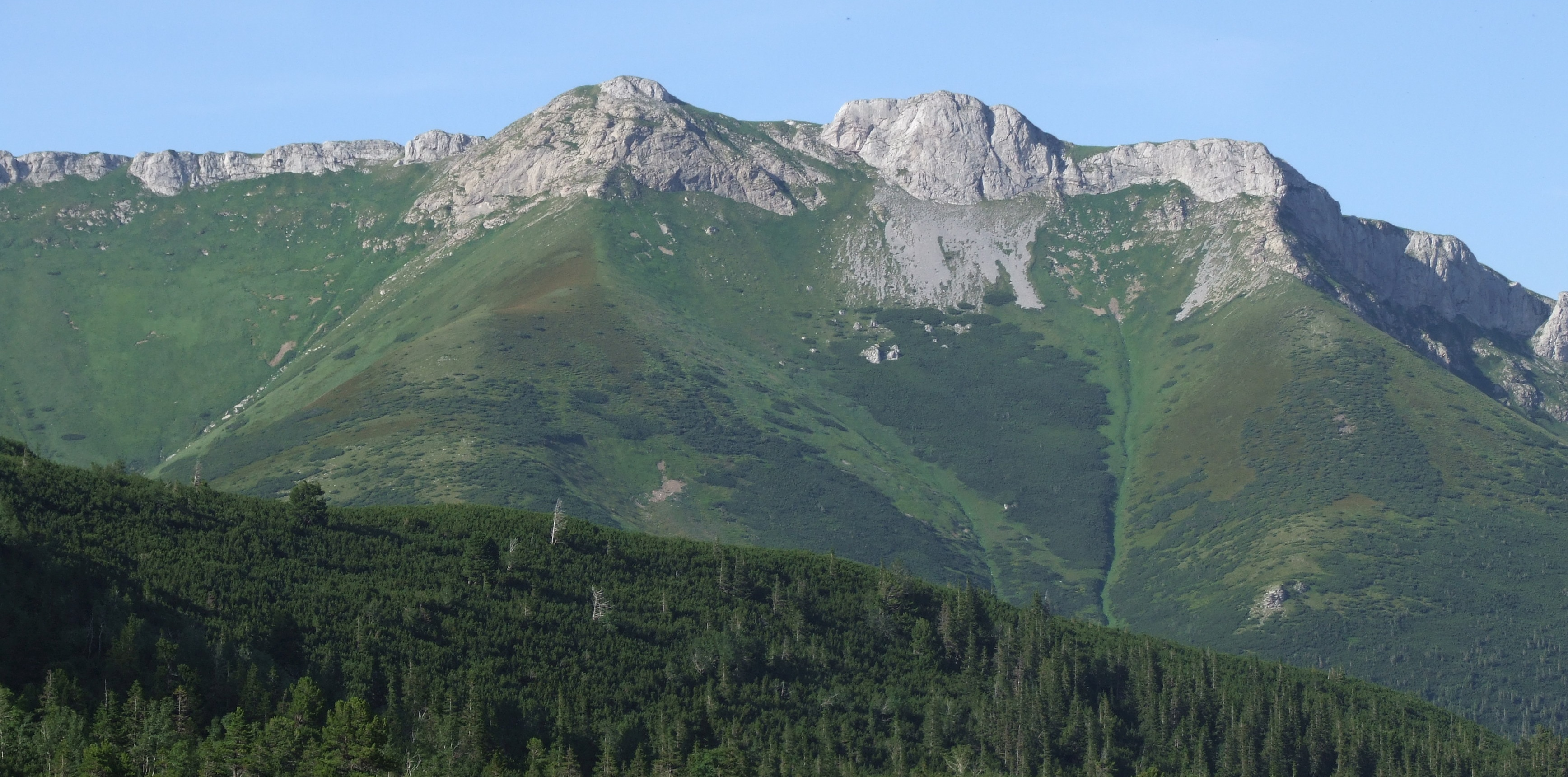
Pośrednie Jatki, Skrajne Jatki i Golica Bielska
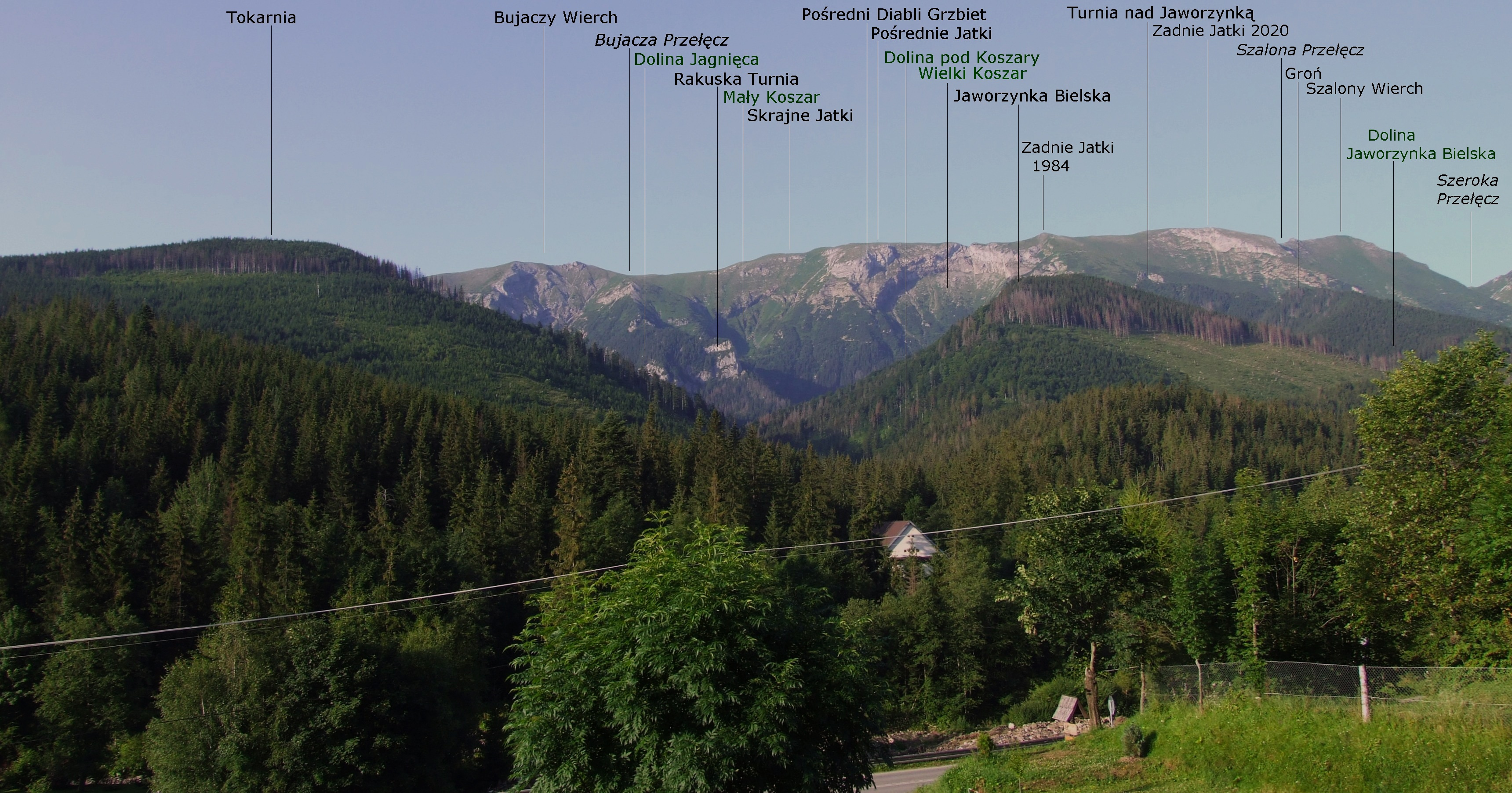
Skrajne Jatki od północy